# Мозговий Іван Павлович
Іван Павлович Мозговий (нар.10 лютого 1954, с. Чернеча Слобода, Сумська область) — український вчений і громадський діяч. Професор Міжнародного європейського університету (м. Київ), доктор філософських наук, професор, політик. Був членом ВО «Свобода» до початку грудня 2012 року.

## Життєпис

### Навчання
Після закінчення школи (1971) поступив на історичний факультет Київського державного університету ім. Т. Г. Шевченка (КДУ). Навчався за фахом «історія країн Східної Європи». Захопився проблемами релігієзнавства, яке згодом стало другою спеціальністю. Закінчив факультет громадських професій КДУ.

### Початок трудової і громадської діяльності
Після закінчення університету (1976) працював викладачем суспільствознавства у профтехучилищах міста Мелітополя Запорізької області й Полтави (1976—1978), референтом правління товариства «Знання» в м. Суми (1978—1980), служив у Збройних силах на посаді командира взводу (1980—1982), працював кореспондентом газети «Советское Полесье» в м. Шостка (1982—1983). Вів громадську роботу, займався вихованням складних підлітків, виступав з лекціями перед населенням, писав статті. Зрештою переконання часів ранньої молодості визначили предметну сферу наукових інтересів, яка постала на перетині історії філософії, релігієзнавства й культурології.

### Наукова діяльність
В 1983 був обраний за конкурсом на посаду асистента кафедри філософії (потім історії релігії) Сумського педінституту (тепер Сумський педуніверситет) (1983—1987). Після проходження стажування в Інституті підвищення кваліфікації викладачів при КДУ ім. Т. Шевченка (1986) закінчив аспірантуру філософського факультету КДУ (1987—1989). Захистив дисертацію на тему «Проблема культурної спадщини в руському православ'ї». Надалі працював на посадах викладача, старшого викладача, доцента Сумського педуніверситету (1989—1993), а з 1993, після присвоєння вченого звання доцента, — на посаді завідувача кафедри релігієзнавства.
Закінчив докторантуру філософського факультету Київського національного університету ім. Т. Шевченка (1994—1997). Захистив докторську дисертацію на тему «Неоплатонічна традиція в східній патристиці». З кінця 90-х працював у Сумському педуніверситеті на посаді завідувача кафедри культурології (1997—2001), Тернопільській медичній академії на посаді завідувача кафедри філософії та українознавства (2001), Українській академії банківської справи (УАБС) на посаді професора (2001—2006), Сумському педуніверситеті на посаді першого проректора (2006—2008). Закінчив юридичний факультет УАБС (2005), здобув кваліфікацію «юрист». У 2002 присвоєне вчене звання професора.
З вересня 2008 знову працює в УАБС на посаді завідувача кафедри соціально-гуманітарних дисциплін. У 1999—2010 — член спеціалізованої ради Д 26.161.02 по захисту дисертацій на здобуття наукового ступеня доктора (кандидата) наук в Інституті філософії імені Г. С. Сковороди НАН України (м. Київ), з 2010 — член спеціалізованої вченої ради К 55.053.01 по захисту дисертацій на здобуття наукового ступеня кандидата наук в Сумському державному педагогічному університеті ім. А. С. Макаренка (м. Суми). Виступає офіційним опонентом при захисті кандидатських і докторських дисертацій. З 1 вересня 2016 р. по серпень 2020 р. — завідувач кафедри філософії Сумського державного університету. Нині — професор Міжнародного європейського університету (м. Київ). Пройшов річне стажування у навчальних закладах Франції.

### Наукові інтереси
Сфери наукових інтересів пов'язані передусім зі специфікою філософського, релігійного й культурного синтезу в перехідні епохи світової історії й історії України. Багато років займається педагогічною роботою. Постійний учасник численних наукових форумів. Рецензував наукові праці інших авторів. Керує дослідницькою роботою аспірантів і магістрантів. Підтримує стосунки з науковцями України і зарубіжжя (США, Польща, Македонія, Іспанія, Франція, Туреччина та ін.). Має низку публікацій на педагогічні теми.
Бере активну участь у громадській роботі. Є членом правлінь і президій численних громадських організацій (Українська асоціація релігієзнавців, Українська асоціація релігійної свободи, «За Помісну Україну», Українське козацтво, ВУТ «Просвіта» ім. Т. Шевченка, Конгрес української інтелігенції та ін.). Співпрацює з різними релігійними конфесіями, державними органами й мас-медіа у справі реалізації принципів свободи совісті в Україні. Двічі брав участь у виборах до Верховної Ради України. Стоїть на позиціях розбудови демократичної Української держави європейського типу як члена НАТО і ЄС.
Відмінник освіти України. За трудові заслуги нагороджений орденом Святого рівноапостольного князя Володимира Великого ІІІ ступеня, орденом «Віри» IV ступеня, орденом «За розбудову України» і орденом «Хрест з мечами», нагрудним знаком МОН України «А. С. Макаренко», численними відзнаками, грамотами. Лауреат премії Канадського товариства приятелів України. Обраний Президентом обласного осередку цього товариства. За опитуваннями читачів, його прізвище фігурує серед людей, які зробили найбільший внесок у духовне, культурне та інтелектуальне життя Сумщини.

#### Праці
Наукова діяльність Івана Павловича відображена в ряді наукових публікацій, основні з яких:
- Релігієзнавчий словник / за ред. професорів А. Колодного і Б. Лобовика. — К., 1996. — 392 с. (співавтор).
- Неоплатонізм і християнство. Монографія. — Суми, 1997. — 216 с.
- Лінгво-філософські аспекти гуманітарної освіти. — Суми, 1998 (співавтор і редактор). — 151 с.
- Академічне релігієзнавство. Монографія / за наук. ред. проф. А. Колодного. — К., 2000 (співавтор). — 862 с.
- Аномалії духу: Суперечності духовно-релігійного розвитку 90-х. — Суми: Мрія-1, 2001. — 144 с.
- Християнська демократія у країнах світу. — Ч. 1 (Азія, Африка, Австралія та Океанія): Довідник. — Суми: СумДПУ ім. А. С. Макаренка, 2008. — 140 с.
- Неоплатонізм і патристика, або Світло в присмерках великої цивілізації. Монографія. — Суми, 2009. — 471 с.
- Агонія епігонів. — Суми: МакДен, 2010. — 147 с.
- Утвердження християнства (І–ІІ ст. н. е.): античні писемні джерела. — Суми, 2011. — 374 с.
- Еволюція християнства (ІІІ–І пол. VI ст. н. е.): античні писемні джерела. — Суми, 2015. — 570 с.
- Аномалії духу — 2: суперечності духовно-релігійного розвитку 2000-х. — Суми, 2015. — 193 с.
- Практичні аспекти філософії часу: монографія/ за ред. Є. Лебедя. — Суми, 2017. — 155 с. (співавтор).
- Палеоконтакт: міфи чи реальність? — Суми, 2017 [Архівовано 6 вересня 2020 у Wayback Machine.].
- Шаповали: український рід / А. Васюріна, І. Мозговий, П. Шаповал та ін.; за ред. проф. І. Мозгового. — Суми, 1918. — 70 с.
- Апофеоз ідеї: український порив у контексті духовних реалій Сумщини: монографія. — Суми, 2018. — 222 с.
- Християнизація Давньої України (І — поч. ХІ ст.): античні й середньовічні джерела: посібник. — Суми, 2018. — 576 с.
- Роси, або Переддень України. — Суми, 1919. — 120 с.
- П'ять елементів сутого: збірка есе. — Суми, 2021. — 84 с.
- Таємниці прадавнього Космосу. — Суми, 2021. — 516 с.
- Українська релігієзнавча енциклопедія / за ред. проф. А. Колодного. — Т. 1.– К., 2022. — 820 с. (співав.)

В цілому Мозговий І. П. є автором понад 220 наукових праць і сотень публікацій у періодичній пресі. Член спілки журналістів України.

## Політична кар'єра
Був членом ВО «Свобода» до початку грудня 2012 року. Очолював Сумську обласну організацію. Вийшов з партії на знак протесту проти дій Ігоря Мірошниченка, зокрема виключення з партії голови Роменської організації ВО «Свобода» Людмили Смоленської. Очолював Сумське відділення Спілки офіцерів України.